# 健康时报
《健康时报》是中華人民共和國的一份醫藥卫生健康類報紙，由人民日報社主辦，報社總部位於北京市朝陽區，該報每週出版2次，報紙創刊於2000年1月6日。
2018年，报纸入选2017年全国百强报纸推荐名单。

## 外部連結
- 官方网站
- 健康时报的新浪微博